# Янг, Джон (хоккеист на траве)
Джон Гилберт Янг (англ. John Gilbert Young, 22 февраля 1934) — канадский хоккеист (хоккей на траве), полузащитник.

## Биография
Джон Янг родился 22 февраля 1934 года.
Играл в хоккей на траве за команду из Ванкувера.
В 1964 году вошёл в состав сборной Канады по хоккею на траве на Олимпийских играх в Токио, поделившей 13-14-е места. Играл на позиции полузащитника, провёл 7 матчей, забил 2 мяча (по одному в ворота сборных ОГК и Малайзии).